# An Unexpected Fortune
An Unexpected Fortune è un cortometraggio muto del 1912 diretto da Otis B. Thayer. Prodotto dalla Selig Polyscope Company e sceneggiato da William V. Mong, il film aveva come interpreti Charles Clary, William Duncan, Frank Weed, Kathlyn Williams, Lester Cuneo.

## Trama
I giornalisti della Franklyn Gazette, rilevata dallo sceriffo la vigilia di Natale, si trovano in guai seri e senza mezzi. E quando Dorothy Cremer, la fidanzata di Bruce, uno dei giornalisti, li invita, ignorando la loro difficile situazione, a casa dei suoi per conoscere due aristocratici inglesi loro ospiti, i giornalisti si trovano davanti al problema di presentarsi vestiti in maniera appropriata, visto che in tre hanno un solo abito e neanche un soldo. Alla fine i tre, accompagnati dal tipografo, si presentano a casa Cremer dove intendono fare buona impressione presso gli illustri ospiti, lord Lonsdale e sua sorella, lady Margaret. Lord Lonsdale offre di vendere al povero Bruce un pezzo di terra nella Columbia Britannica per 15.000 dollari.  Il modo in cui l'offerta viene accettata, la terra ceduta e una grande somma di denaro fatta con l'accordo è la storia di "una fortuna inaspettata".

## Produzione
Il film fu prodotto dalla Selig Polyscope Company.

## Distribuzione
Distribuito dalla General Film Company, il film - un cortometraggio di una bobina - uscì nelle sale cinematografiche statunitensi il 5 agosto 1912.